# Papignies-Wannebecq
Papignies-Wannebecq (en néerlandais Papegem-Wannebeek) est une ancienne commune belge aujourd'hui intégrée dans la ville de Lessines, située en Région wallonne dans la province de Hainaut.
C'était une commune à part entière avant la fusion des communes de 1977 mais elle-même issue de la fusion des communes de Papignies et de Wannebecq en 1965. Les villages de Papignies et de Wannebecq sont actuellement considérés comme les sections de la commune de Lessines.